# Coradion melanopus

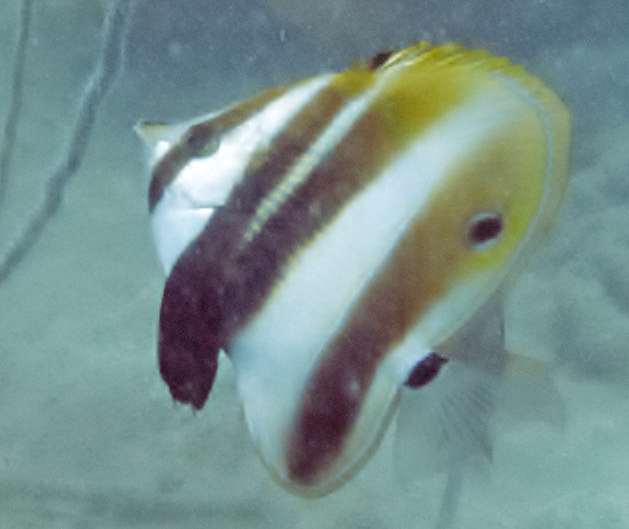
Ejemplar adulto en Koh Phangan, Tailandia

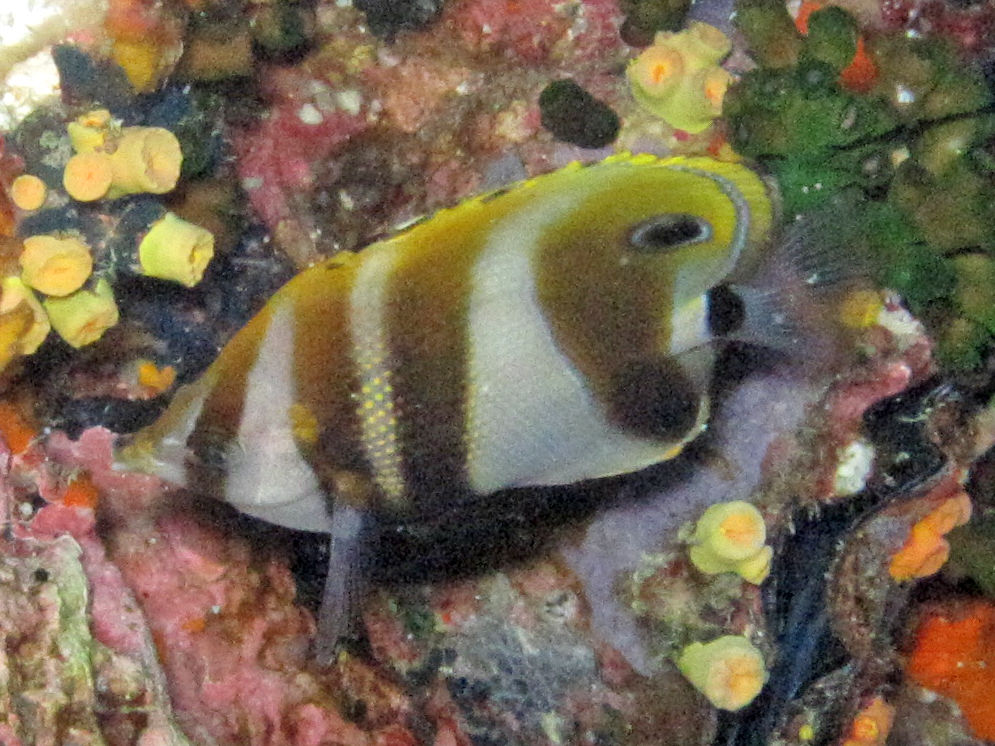
C. melanopus junto a colonia de Tubastraea sp.

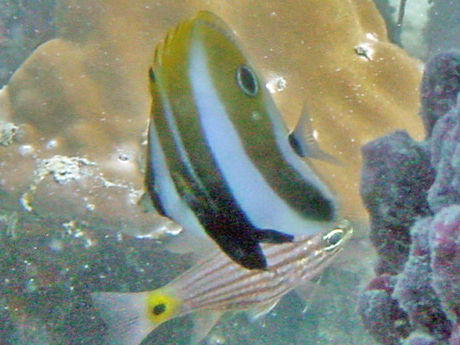
Ejemplar adulto en Koh Phangan, Tailandia

El Coradion melanopus es una especie de pez mariposa marino de la familia Chaetodontidae. 
Sus nombres comunes en inglés son Two spot coralfish, o pez coral de dos puntos, y Two-eyed coralfish, o pez coral de dos ojos, debido a los dos ocelos de su librea.
Es una especie moderadamente común en su rango de distribución, pero con poblaciones estables. Ocasionalmente recolectada para el mercado de acuariofilia.

## Morfología
Posee la morfología típica de su familia, cuerpo ovalado y comprimido lateralmente. 
Su coloración base es blanca perlada, con una franja vertical, marrón oscuro, que atraviesa el ojo y una boca estrecha y puntiaguda. En los lados del cuerpo, tiene tres bandas anchas verticales, color marrón, que se prolongan hacia la aleta dorsal, difuminándose en un tono más amarillento. La primera cubriendo la base de la aleta pectoral; la segunda, contigua a la primera y juntándose a ella en el vientre; y la tercera, que es más ancha, une las partes posteriores de las aletas dorsal y anal, y es de color gris, con los márgenes en naranja. En el extremo superior de la parte trasera de la aleta dorsal, tienen un gran punto negro, rodeado con un anillo blanco, a modo de ocelo, lo que, unido a la banda que les tapa el ojo, es un recurso muy utilizado en la familia para despistar a sus predadores. En su caso, añade otro ocelo, más pequeño y difuminado, en la parte posterior de la aleta anal, lo que ha originado sus nombres comunes en inglés.
Las aletas pectorales y la caudal son transparentes, teniendo esta última una banda vertical negra en su base. Las aletas pélvicas son grandes, como en las otras especies del género, y de color marrón oscuro.
Tiene 10 espinas dorsales, entre 24 y 27 radios blandos dorsales, 3 espinas anales, y entre 17 y 18 radios blandos anales.
Alcanza hasta 15 cm de longitud.

## Hábitat y comportamiento
Especie no migratoria, asociada a arrecifes. Es un pez costero, extremadamente cauteloso, y habita, tanto en lagunas protegidas con pobre crecimiento de corales, como en arrecifes exteriores, donde el crecimiento de esponjas e hidroides es prolífico. Ocurren normalmente solos o en parejas, cuando se reproducen.
Su rango de profundidad está entre 10 y 30 metros, aunque otras fuentes han reportado localizaciones entre 2 y 50 m.

## Distribución
Ampliamente distribuido en el océano Pacífico. Es especie nativa de Australia; Filipinas; Indonesia; Japón (islas Ryukyu); Papúa Nueva Guinea e islas Salomón.

## Alimentación
Se alimenta principalmente de esponjas, frecuentemente de las denominadas "esponjas barril", del género Xestospongia.

## Reproducción
Son dioicos, o de sexos separados, ovíparos, y de fertilización externa. El desove sucede antes del anochecer. Forman parejas durante el ciclo reproductivo, pero no protegen sus huevos y crías después del desove.
Su nivel de resiliencia es alto, doblando la población en menos de 15 meses.